# راسوت (شهرستان بلبیفسکی، باشقیرستان)
راسوت (به لاتین: Rassvet) یک منطقهٔ مسکونی در روسیه است که در باشقیرستان واقع شده‌است.